# Pseudognaphalium pellitum
Pseudognaphalium pellitum là một loài thực vật có hoa trong họ Cúc. Loài này được (Kunth) Anderb. miêu tả khoa học đầu tiên năm 1991.